# Sołojewszczyzna
Sołojewszczyzna [pronunciación en polaco: /sɔwɔjɛfʂˈt͡ʂɨzna/] es un pueblo en el distrito administrativo de Gmina Lipsk, dentro del Distrito de Augustów, Voivodato de Podlaquia, en el noreste de Polonia, cerca de la frontera con Bielorrusia.